# Shannan Click
Shannan Marie Click (San Dimas, 1983. november 17.) amerikai modell. A Vogue sokféle nemzetközi kiadásában jelent meg (beleértve a Vogue Italiát is), valamint a 2008, 2009, 2010 és 2011-es Victoria's Secret Fashion Show-n is fellépett.

## Karrier
Click első jelentősebb modellfellépése  a GUESS?-el volt. Egy évvel később kezdte meg nemzetközi modellkarrierjét, végigment olyan tervezők ruháiban, mint a Miu Miu, Prada, Alexander McQueen, Luella Bartley. Modellkedett sok divatháznak, mint például Yves Saint Laurent, Dior Cosmetics, Chanel, Louis Vuitton.
Többek között a következőkkel dolgozott együtt: Pepe Jeans, Pretty by Elizabeth Arden, GAP, Tommy Hilfiger-el, Levi's, Emporio Armani, H&M, Dolce&Gabbana, Burberry, Dior Cosmetics, Biotherm.

## Magánélete
Társa 2011-től Jack Huston angol színész. 2013. április 6-án született egy lányuk, Sage Lavinia Huston, New Yorkban, majd 2016 januárjában egy fiuk, Cypress Night Huston.

## Fordítás
Ez a szócikk részben vagy egészben  a   Shannan Click című angol Wikipédia-szócikk ezen változatának fordításán alapul.  Az eredeti cikk szerkesztőit annak laptörténete sorolja fel. Ez a jelzés csupán a megfogalmazás eredetét és a szerzői jogokat jelzi, nem szolgál a cikkben szereplő információk forrásmegjelöléseként.